# Morels opfindelse
|  | Denne artikel er oprettet af botten PalnaBot ud fra en ekstern database. Den kan derfor have sproglige fejl eller mangler. Denne skabelon kan fjernes efter kontrol af indholdet. |

Morels opfindelse er en film instrueret af Torben Skjødt Jensen, Anette Abildgaard, Anders Koppel.

## Handling
Adolfo, en ung mand på flugt fra civilisationen, skyller op på en øjensynligt øde ø. Luften fyldes af levende væsener, men selv om Adolfo kan se og registrere disse menneskelignende skikkelser, er de ikke i stand til at se ham. Skikkelserne er resultatet af videnskabsmandens Morel's forunderlige opfindelse, en maskine, der lader de døde gå igen som evige billeder.